# GOLDEN☆BEST シブがき隊
『GOLDEN☆BEST シブがき隊』（ゴールデン☆ベスト シブがきたい）は、2002年6月19日に発売されたシブがき隊のベスト・アルバム。

## 解説
「ゴールデン☆ベスト」シリーズの一環として発売された一作。活動期間6年半に発表されたシングルの表題曲が全て収録された。なおシブがき隊は既に1988年に解散しており、解散後にはメーカー主導によるベスト・アルバムが数多く発売されたが、2022年現在、本作を最後に発売されていない。

## 収録曲

### DISC.1
1. NAI・NAI 16　2:53
2. 100%…SOかもね!　3:07
3. ZIG ZAG セブンティーン　3:29
4. YMF COME TOGETHER　3:08
5. Gジャン ブルース　2:57
6. 処女的衝撃!　2:56
7. ZOKKON 命　3:17
8. ヴァージン･ショック II　3:21
9. ヘッドフォン･ララバイ　3:15
10. Hey! Bep-pin　3:18
11. 挑発∞　3:44
12. クライマックス Y.M.F.　3:43
13. サムライ･ニッポン　3:27
14. 喝!　3:30
15. キャッツ&ドッグ　3:23
16. アッパレ!フジヤマ　4:10
17. べらんめぇ! 伊達男　3:14
18. 100万粒の涙　3:49
19. 男意ッ気　3:22
20. ラストコールは押忍!　3:55
21. DJ in My Life　4:00

### DISC.2
1. 月光淑女!　3:59
2. KILL　3:50
3. トラ! トラ! トラ!　3:47
4. スシ食いねェ!　3:21
5. Oh!SUSHI （「スシ食いねェ!」英語ヴァージョン）　3:31
6. 飛んで火に入る夏の令嬢　4:11
7. 千夜一夜キッス倶楽部　3:46
8. 恋人達のBlvd.　3:50
9. あの頃の俺達　4:46
10. ドリーム・ラッシュ　4:19
11. 雨の日の君が好き　4:31
12. 反逆のアジテイション　3:50
13. 演歌なんて歌えない　3:48
14. PSST PSST　4:10
15. 恋するような友情を　4:52
16. 君を忘れない　4:52
17. Together! SHIBUGAKI（NAI･NAI 16，100%…SOかもね!，ZIG ZAG セブンティーン，処女的衝撃!，Zokkon 命，Hey!Bep-pin，挑発∞，サムライ･ニッポン，喝!，アッパレ!フジヤマ，べらんめぇ伊達男，男意ッ気，DJ in My Life，月光淑女!，KILL，トラ!トラ!トラ!）　5:19